# Uvaria lastoursvillensis
Uvaria lastoursvillensis este o specie de plante angiosperme din genul Uvaria, familia Annonaceae, descrisă de François Pellegrin. Conform Catalogue of Life specia Uvaria lastoursvillensis nu are subspecii cunoscute.